# 菅野駅

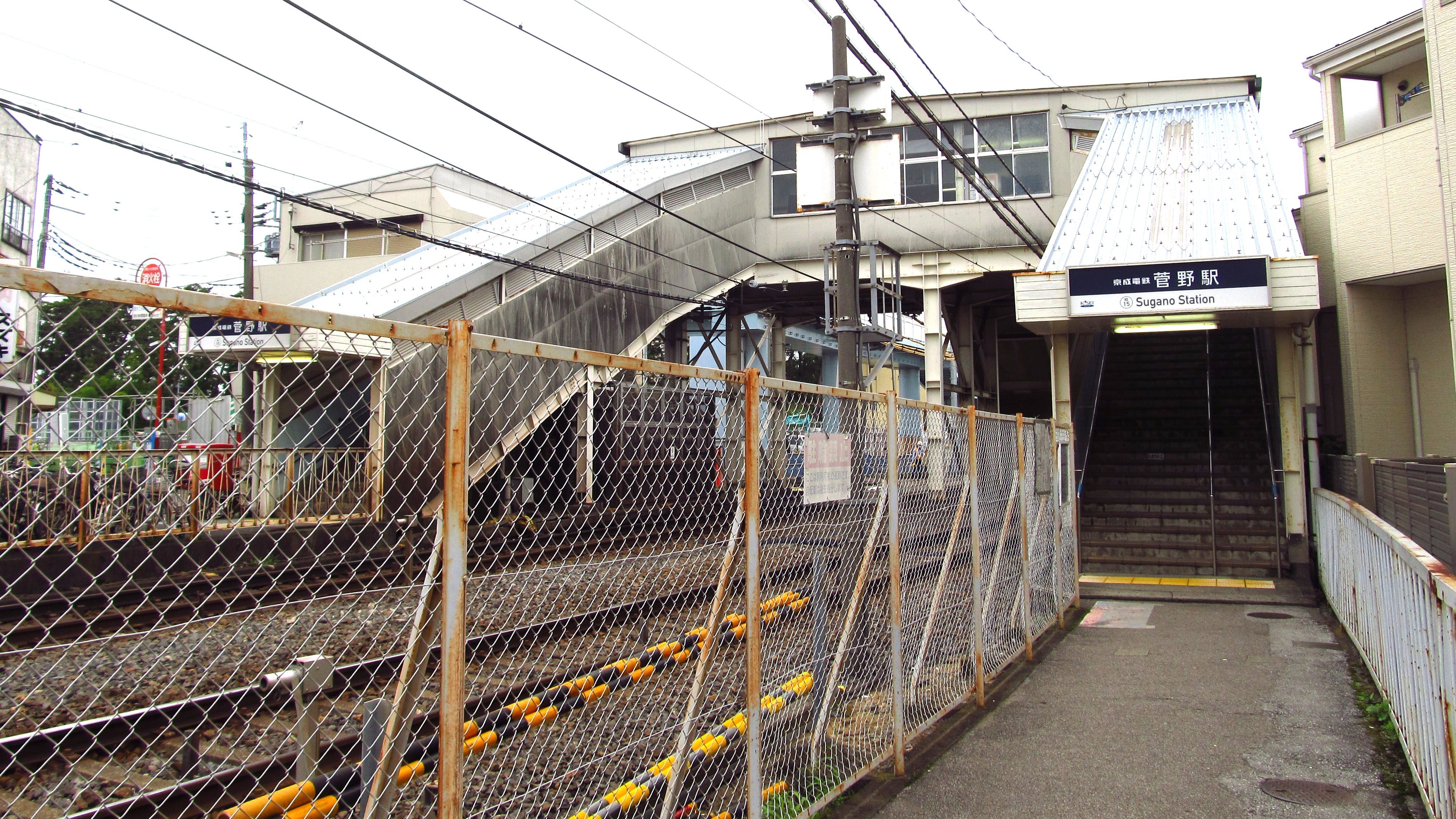
左が南口、右が北口（2020年7月）

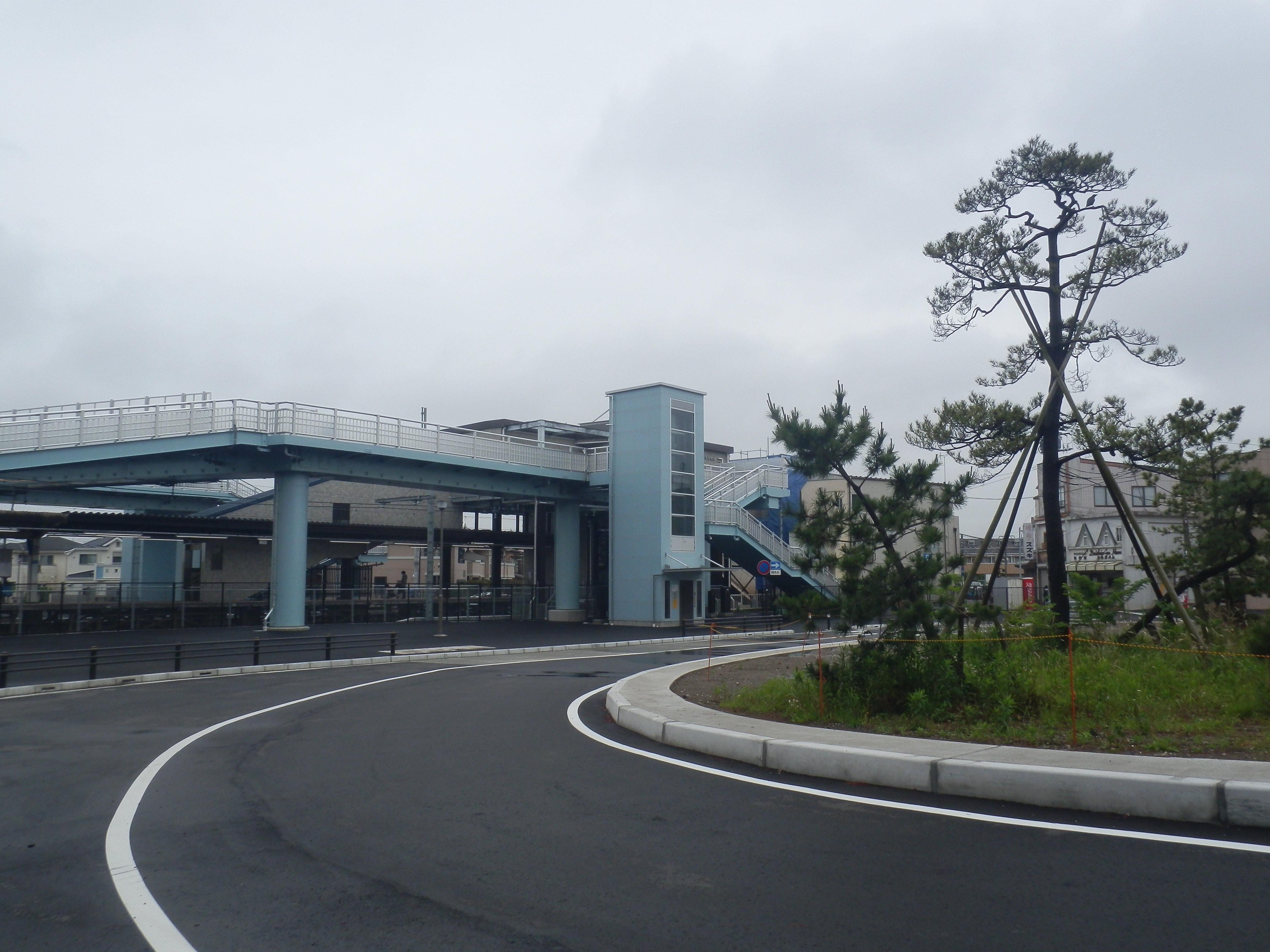
駅南側 南北連絡橋（2022年5月）

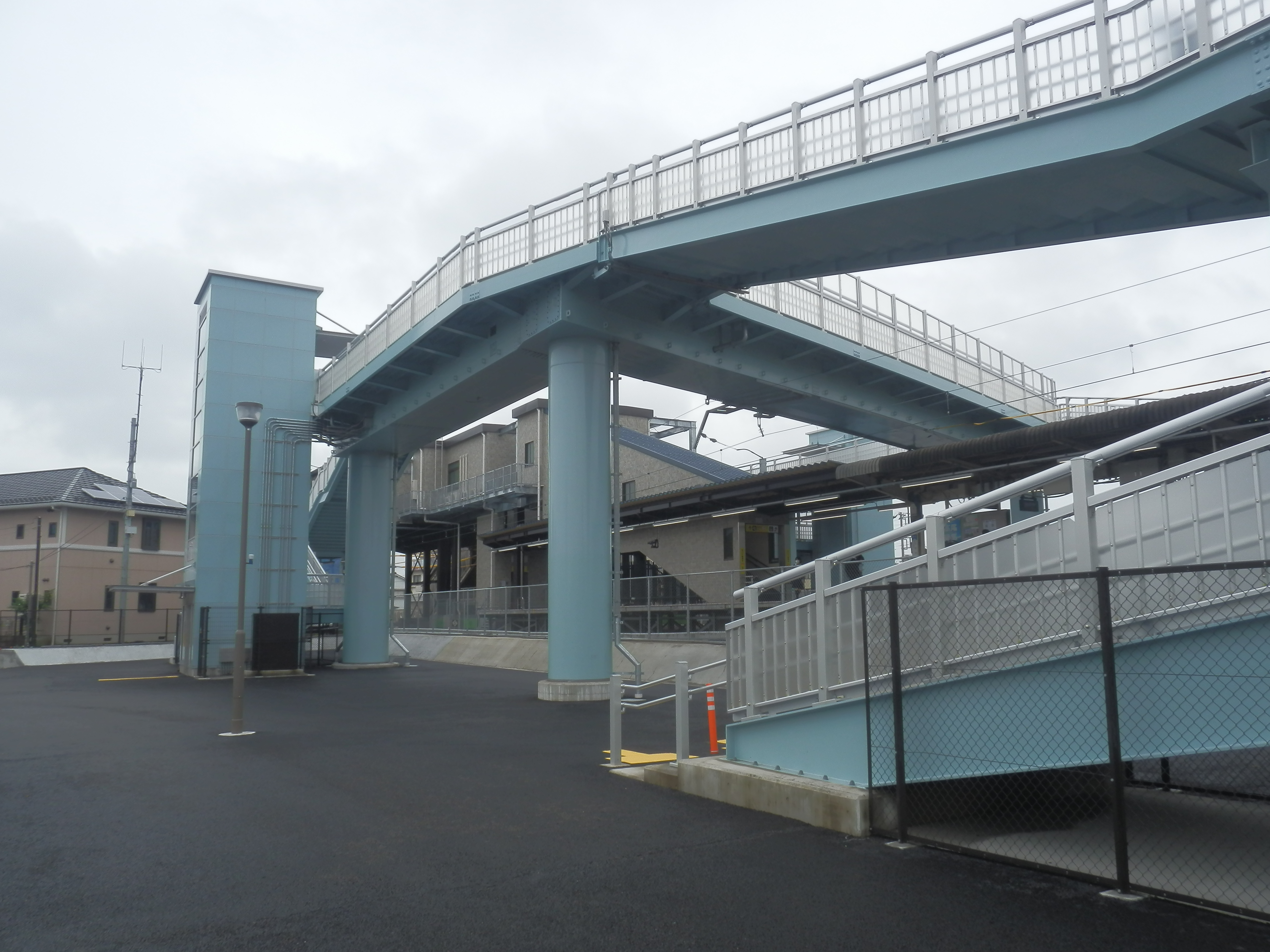
駅北側 南北連絡橋（2022年5月）

菅野駅（すがのえき）は、千葉県市川市菅野二丁目にある、京成電鉄本線の駅である。駅番号はKS15。

## 歴史
- 1916年（大正5年）2月9日：開設[1]。
  - 当初の駅構造は相対式ホーム2面2線。上りホーム側に駅舎があった[2]。
- 1971年（昭和46年）：駅構造をそれまでの相対式ホーム2面2線から現在の島式ホーム1面2線へ変更、ホーム延伸。同時に橋上駅舎化[2]。
- 1997年（平成9年）：ホーム有効長を8両へ延伸[2]。
- 2021年（令和3年）
  - 8月15日：バリアフリー化工事および駅舎新設工事進捗に伴い、改札へ続く階段をホーム中程へ移設。従来の階段は廃止となった。
  - 11月30日：バリアフリー化工事および駅舎新設工事進捗に伴い、改札口が新設部へと移動した。なお、旧改札口付近の通路は今後も残る予定。
- 2022年（令和4年）3月31日：バリアフリー化工事および駅舎新設工事進捗に伴い、ホーム - コンコース間エレベーター、並びに南口、北口、それぞれのロータリーが使用開始。なお、トイレ・多目的トイレはそれより前に使用開始している。これに伴い、当駅バリアフリー化工事が完了した。

## 駅構造
島式ホーム1面2線を有する地上駅。橋上駅舎を備える（市川真間駅管理）。出入口は北口と南口の2か所ある。

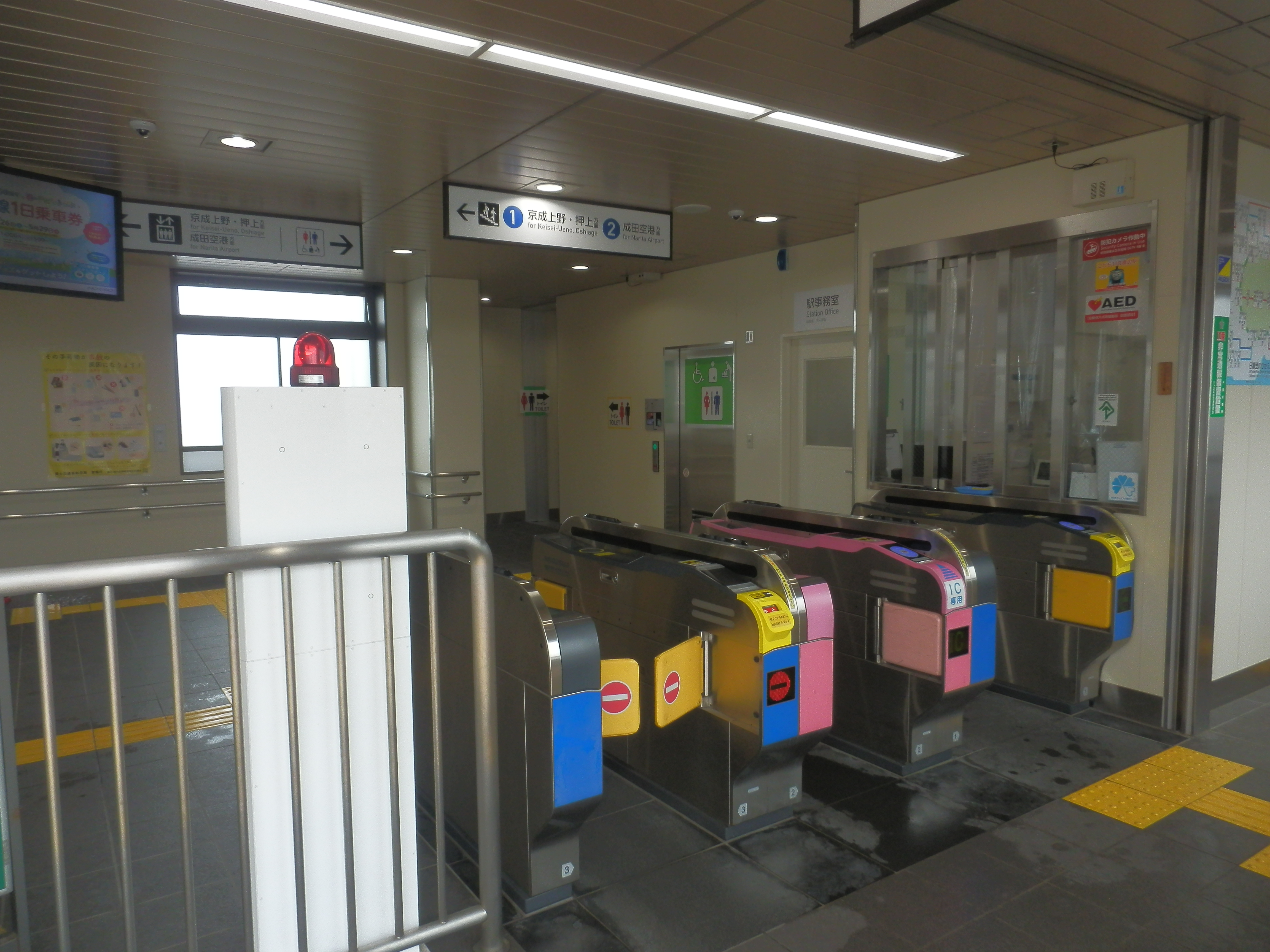
改札口（2022年5月）

### のりば
| 番線 | 路線     | 方向 | 行先                                                             |
| ---- | -------- | ---- | ---------------------------------------------------------------- |
| 1    | 京成本線 | 上り | 京成高砂・青砥・日暮里・京成上野・押上・ 都営浅草線・ 京急線方面 |
| 2    | 京成本線 | 下り | 京成船橋・京成津田沼・ 成田空港・京成千葉・ 松戸線方面           |

- 上表の路線名は成田空港線開業後の旅客案内の名称に基づいている。

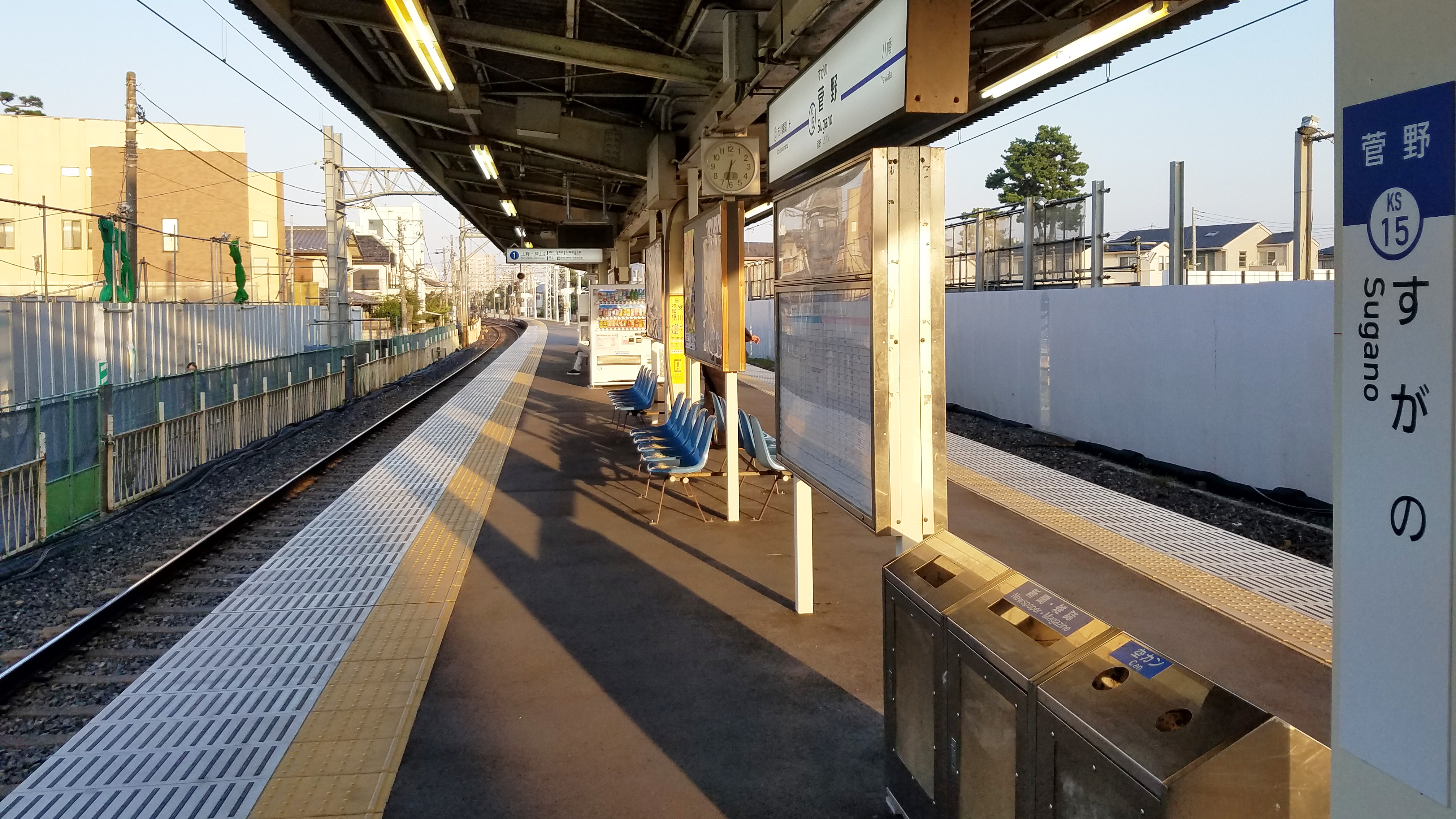
1・2番線ホーム（2017年10月）
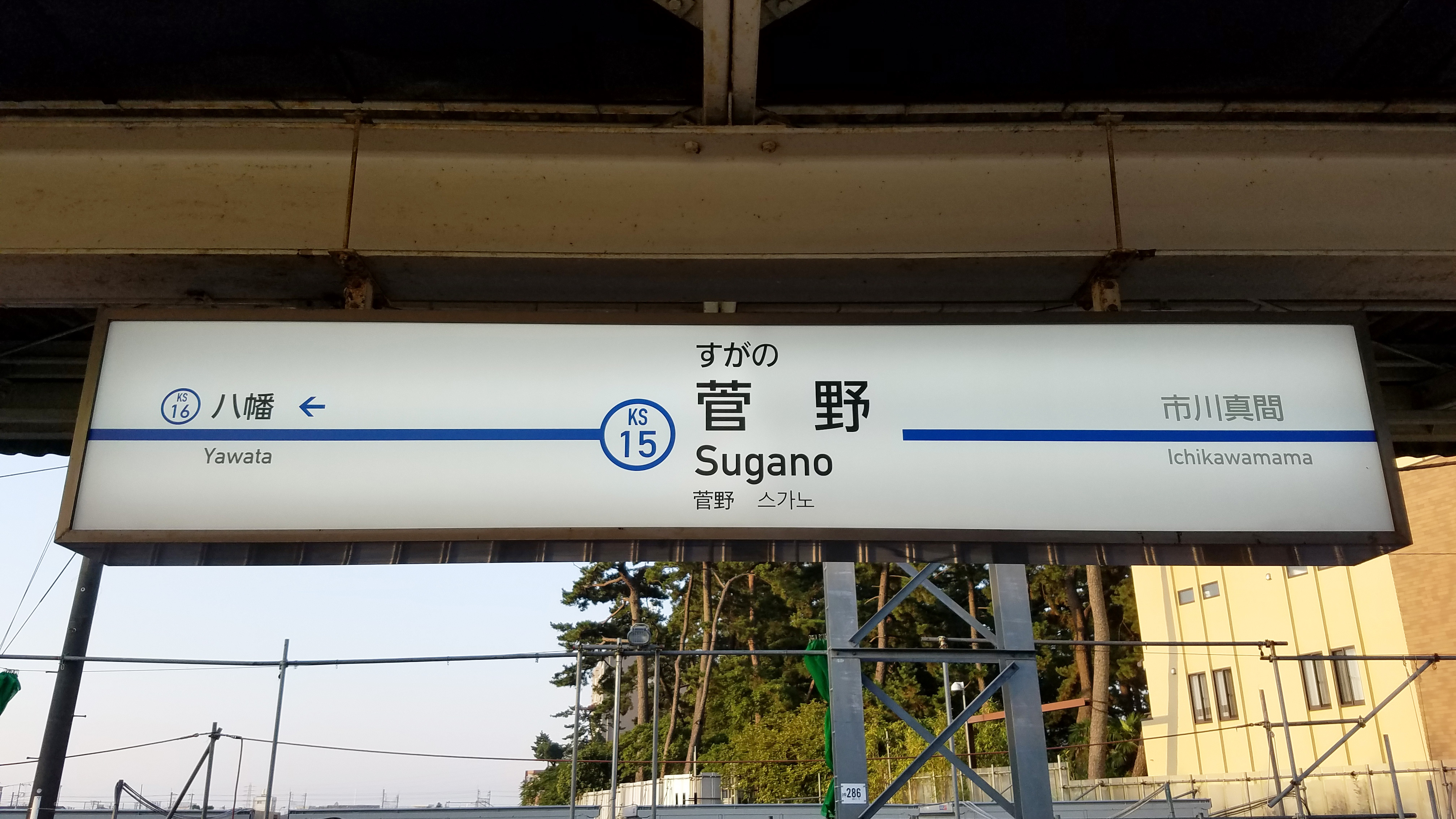
2番線駅名標（2017年10月）

## 利用状況
2024年度（令和6年度）の1日平均乗降人員は5,021人である。
朝8時頃と昼3 - 4時頃は、周辺にある日出学園の児童・生徒が乗降するため混雑する傾向にある。
近年の1日平均乗降・乗車人員の推移は以下の通り。
| 年度               | 1日平均 乗降人員 | 1日平均 乗車人員 |
| ------------------ | ---------------- | ---------------- |
| 1998年（平成10年） |                  | 2,388            |
| 1999年（平成11年） |                  | 2,278            |
| 2000年（平成12年） |                  | 2,195            |
| 2001年（平成13年） |                  | 2,229            |
| 2002年（平成14年） |                  | 2,173            |
| 2003年（平成15年） | 4,464            | 2,191            |
| 2004年（平成16年） | 4,351            | 2,170            |
| 2005年（平成17年） | 4,488            | 2,238            |
| 2006年（平成18年） | 4,467            | 2,226            |
| 2007年（平成19年） | 4,510            | 2,256            |
| 2008年（平成20年） | 4,532            | 2,269            |
| 2009年（平成21年） | 4,199            | 2,104            |
| 2010年（平成22年） | 4,127            | 2,055            |
| 2011年（平成23年） | 3,980            | 1,995            |
| 2012年（平成24年） | 4,101            | 2,054            |
| 2013年（平成25年） | 4,128            | 2,068            |
| 2014年（平成26年） | 4,062            | 2,034            |
| 2015年（平成27年） | 4,150            | 2,078            |
| 2016年（平成28年） | 4,167            | 2,089            |
| 2017年（平成29年） | 4,205            | 2,107            |
| 2018年（平成30年） | 4,154            | 2,081            |
| 2019年（令和元年） | 4,195            | 2,099            |
| 2020年（令和02年） | 3,663            | 1,836            |
| 2021年（令和03年） | 4,154            | 2,081            |
| 2022年（令和04年） | 4,494            | 2,255            |
| 2023年（令和05年） | 4,809            | 2,416            |
| 2024年（令和06年） | 5,021            | 2,520            |

## 駅周辺

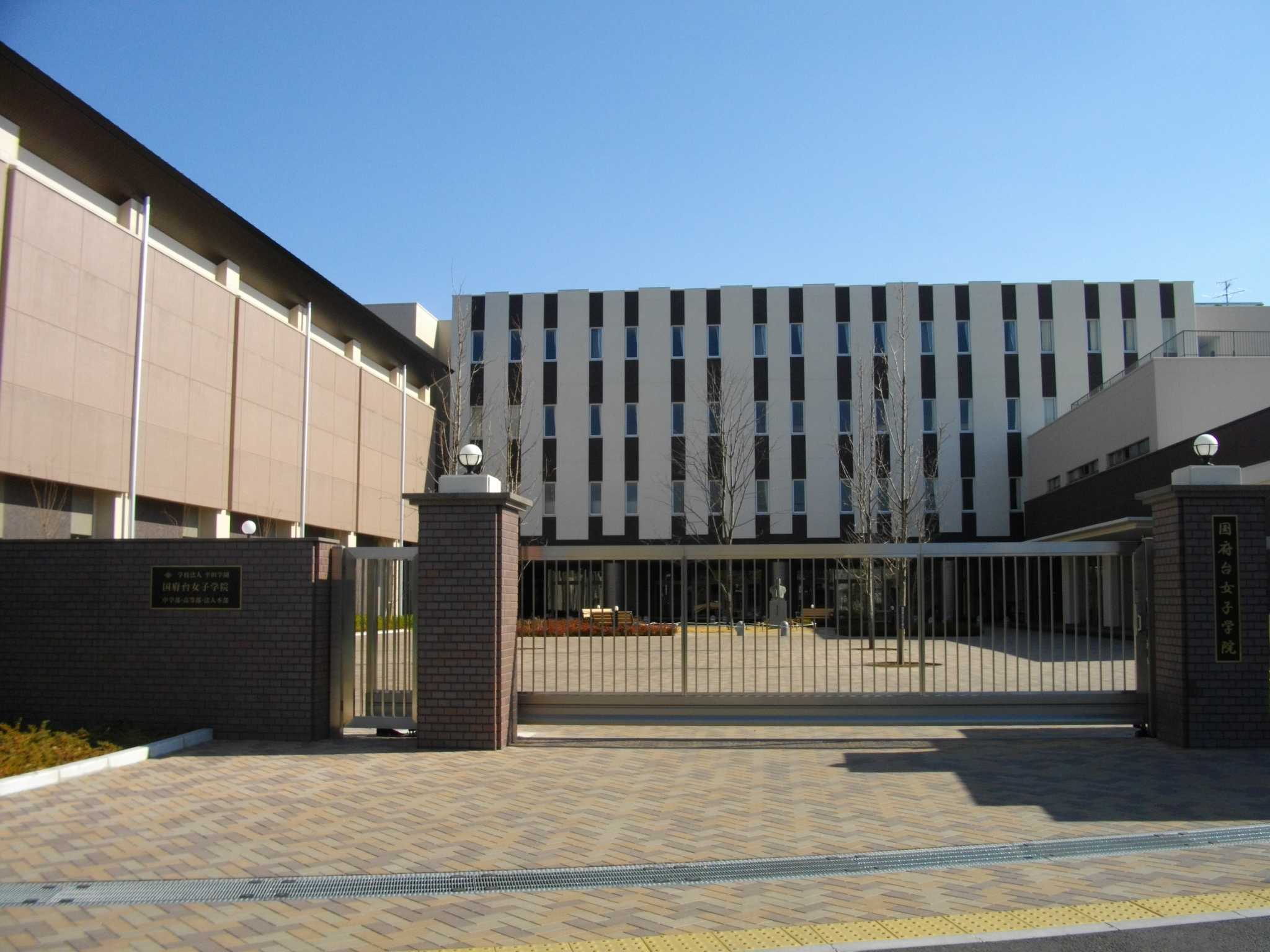
国府台女子学院小学部・中学部・高等部

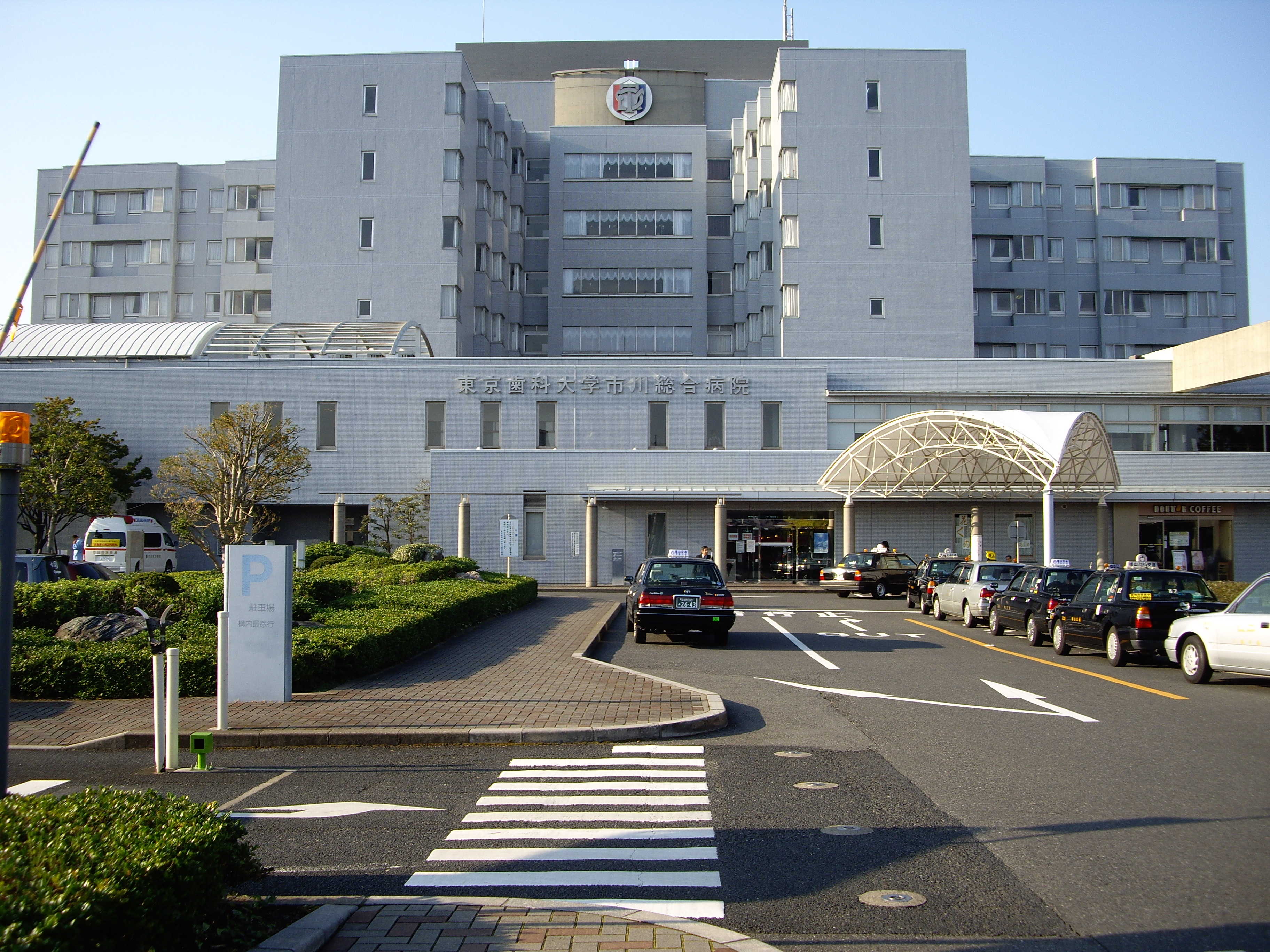
東京歯科大学市川総合病院

当駅から約1キロメートル圏内には、東日本旅客鉄道（JR東日本）・東京都交通局（都営地下鉄）の本八幡駅、東日本旅客鉄道（JR東日本）総武本線（総武快速線・総武緩行線）の市川駅が位置しており、当駅は丁度中間に位置する。駅直下を東京外環自動車道（最寄りは市川中央インターチェンジ）、国道298号、駅南側には国道14号（千葉街道）が通る。
当駅付近（菅野地区など）は幸田露伴、永井荷風などの文学者とも縁の深い地である。また、北口側は国府台女子学院や日出学園を始め、私立高校が7校、私立中学校が5校、私立小学校が3校と大規模な文教都市・学園都市となっている。

### 北口

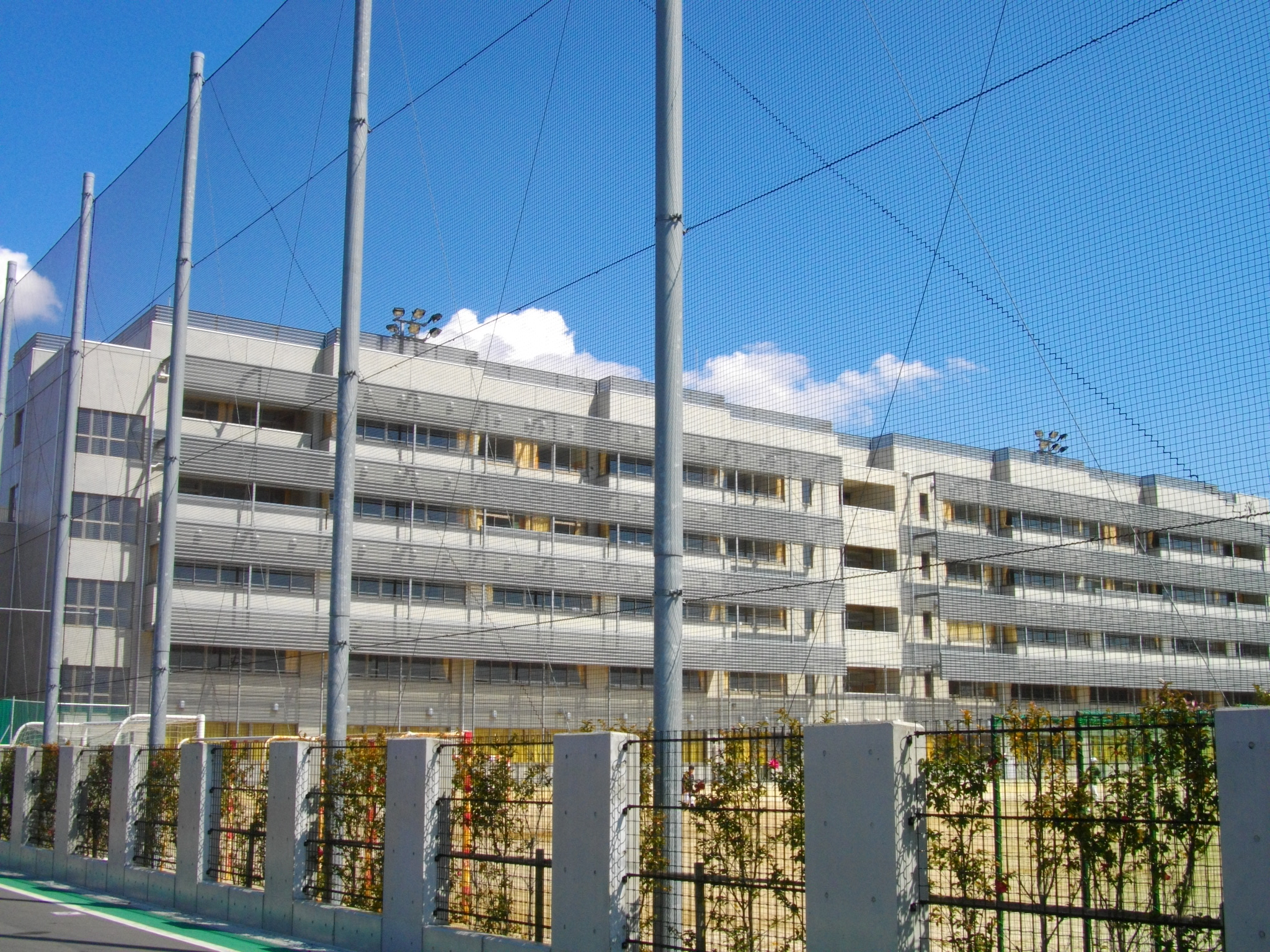
日出学園中学校・高等学校

- 市川警察署 菅野交番
- 市川市菅野公民館
- 学校法人平田学園
  - 国府台女子学院小学部・中学部・高等部
- 学校法人日出学園
  - 日出学園中学校・高等学校
  - 日出学園小学校
  - 日出学園幼稚園
- 学校法人昭和学院
  - 昭和学院短期大学
  - 昭和学院中学校・高等学校
  - 昭和学院小学校
  - 昭和学院幼稚園
- 市川市立第二中学校
- 市川市立菅野小学校
- 市川市立八幡小学校
- 市川市立須和田の丘支援学校
- 東京歯科大学市川総合病院
- 菅野郵便局
- 市川須和田郵便局
- 市川東菅野郵便局
- JAいちかわ 菅野支店
- 東京ベイ信用金庫 宮久保支店
- 業務スーパー 市川菅野店
- マルエツ 市川菅野店
- 新鮮市場アタック 市川・宮久保店
- マツモトキヨシ 市川東菅野店
- マツモトキヨシ 市川菅野店
- くすりの福太郎 宮久保店
- ユニディ 菅野店
- 肉のイズミヤ
- 越後屋餅菓子店
- 白幡天神社
- 六所神社（下総国総社跡）

### 南口
- 市川市平田地域ふれあい館
- 市川市シルバー人材センター
- 市川郵便局（当駅 - 京成八幡駅間の中間地点）
  - ゆうちょ銀行 市川店
- ヤオコー 市川新田店

## 隣の駅
京成電鉄
 本線
■快速特急・■特急・■通勤特急・■快速
通過
■普通
市川真間駅 (KS14) - 菅野駅 (KS15) - 京成八幡駅 (KS16)